# タコラディ空港
タコラディ空港（タコラディくうこう、Takoradi Airport）は、ガーナ ウェスタン州の州都セコンディ・タコラディにある空港。
第二次世界大戦時、アメリカ陸軍航空軍の空輸コマンドが、リベリアのモンロビア（ロバーツフィールド空港）から、ナイジェリアのアパパ（アパパ空港）に至るアフリカ大陸ルートの主要な中継地点として利用した。また、イギリス空軍によって、大西洋を越えて輸送されてきた機体を組み立て、北アフリカの戦線へ送り出すために活用された。爆撃機ビッカース ウェリントンを運用する南アフリカ空軍の第26飛行隊の基地でもあり、対潜警戒と輸送船団の防護に大西洋で活動した。数多くの南アフリカ空軍の軍人が、隣接するヨーロッパ人公共墓地に埋葬されている。
滑走路には200mのディスプレイスド スレッシュホールドが設置されている。

## 就航路線
| 航空会社           | 就航地 |
| ------------------ | ------ |
| アントラック・エア | アクラ |
| スターボウ航空     | アクラ |

## 事件、事故
- 1969年4月24日、定期運航便として乗員3人、乗客30人を乗せてアクラ（コトカ国際空港）を出発したガーナ航空のDC-3（9G-AAF）がタコラディ空港に着陸する際に墜落。乗客1人が死亡、乗員・乗客18人が負傷した[4][5]。